# トリトメナシ
『トリトメナシ』は、日本の音楽ユニット、チャラン・ポ・ランタンのメジャー3枚目のアルバムである。2017年1月18日にavex traxより発売された。

## 概要
前作『女の46分』以来1年ぶりのアルバムで、「トリトメのないほぼフル・アルバム」と銘打たれている。
CD+DVDとCDのみの2形態で発売。初回仕様はデジパック仕様になっている。アートディレクターは千原徹也。
配信限定シングルとして発売された「進め、たまに逃げても」やNHK『みんなのうた』で放送された「まゆげダンス」の他、小春も参加しているMr.Childrenのツアーバンド・ヒカリノアトリエや、尊敬する先輩である東京スカパラダイスオーケストラ、友人である片平里菜とReiとのコラボ楽曲など全8曲が収録された。

## 収録曲

### CD
- プロデュース：チャラン・ポ・ランタン

1. 進め、たまに逃げても [3:19]
  - 作詞・作曲：もも / 編曲：チャラン・ポ・ランタン
  - 配信限定シングル。
2. Sweet as sugar [2:30]
  - 作詞・作曲：小春 / 編曲：Seiho
  - DIGITAL SWEET ART展『SWEETS by NAKED』テーマソング。
3. まゆげダンス [2:21]
  - 作詞・作曲：小春 / 編曲：チャラン・ポ・ランタン
4. 夢ばっかり [3:22]
  - 作詞・作曲：片平里菜、もも / 編曲：Rei
  - earth music&ecology 2017年 春夏CMソング。
  - 片平里菜とReiとのコラボ楽曲。
5. 月 [4:15]
  - 作詞・作曲：小春 / 編曲：チャラン・ポ・ランタン
  - 毎日放送『ディアスポリス 異邦警察』主題歌。
6. 恋はタイミング [4:06]
  - 作詞・作曲：小春 / 編曲：チャラン・ポ・ランタン
  - クラシエ製薬『葛根湯』CMソングの替え歌。
7. 雄叫び [3:46]
  - 作詞・作曲：小春 / 編曲：東京スカパラダイスオーケストラ / 管編曲：北原雅彦
  - 東京スカパラダイスオーケストラとのコラボ楽曲で、レコーディングは1曲を通しで演奏した1発録りとなっている[4]。
  - ミュージック・ビデオが制作され、スカパラ本人らと共に出演した。監督はももが務めた。
8. かなしみ [4:33]
  - 作詞・作曲：小春 / 編曲：ヒカリノアトリエ
  - HBCテレビ『音ドキッ!』2017年1月オープニングテーマ。
  - Mr.Childrenのツアーバンド・ヒカリノアトリエとのコラボ楽曲で、Mr.Childrenが他アーティストの編曲・レコーディングに参加するのは今回が初となる[5]。
  - ミュージック・ビデオが制作された。監督はデイビッド・タカヤマ。
  - 声優ユニット・イヤホンズが2021年9月22日発売のコンセプトEP『identity』にてカバー。それにあたり "もも" がコメントを寄せた。

### DVD
1. 進め、たまに逃げても Music Video
2. まゆげダンス Music Video
3. 雄叫び Music Video
4. かなしみ Music Video
5. トリトメナイおまけ映像

## 参加ミュージシャン
- もも：Vocal
- 小春：Accordion & Backing Vocal, Mayuge - Sounds (#3)
- カンカンバルカン (#1, #5)
  - ふーちん（ふーちんギド / Libera Cielo）：Drums
  - さくらん（さくらバンド☆ユカイ）：Bass
  - ごま：Trumpet
  - とんちゃん (Cocochi-kit)：Soprano & Alto Sax
  - オカピ（たをやめオルケスタ）：Tenor Sax
- Seiho：Programming (#2)
- 武井努：Clarinet & Tenor Sax (#2)
- 横尾昌二郎：Trumpet (#2)
- Rei：Guitar (#4)
- 片平里菜：Backing Vocal & Whistle (#4)
- 磯部舞子：Violin (#5)
- 田中直 (SUPALOVE)：All instruments (#6)
- 東京スカパラダイスオーケストラ (#7)
  - NARGO：Trumpet
  - 北原雅彦：Trombone
  - GAMO：Tenor Sax
  - 谷中敦：Baritone Sax
  - 加藤隆志：Guitar
  - 川上つよし：Bass
  - 沖祐市：Keyboards
  - 大森はじめ：Percussion
  - 茂木欣一：Drums
- ヒカリノアトリエ (#8)
  - 桜井和寿：Guitar & Chorus
  - 田原健一：Guitar
  - 中川敬輔：Bass
  - 鈴木英哉：Drums
  - SUNNY：Keyboards & Glockenspiel
  - 山本拓夫：Soprano, Tenor & Baritone Sax
  - icchie：Trumpet & Trombone